# Farnese Diadeemdrager

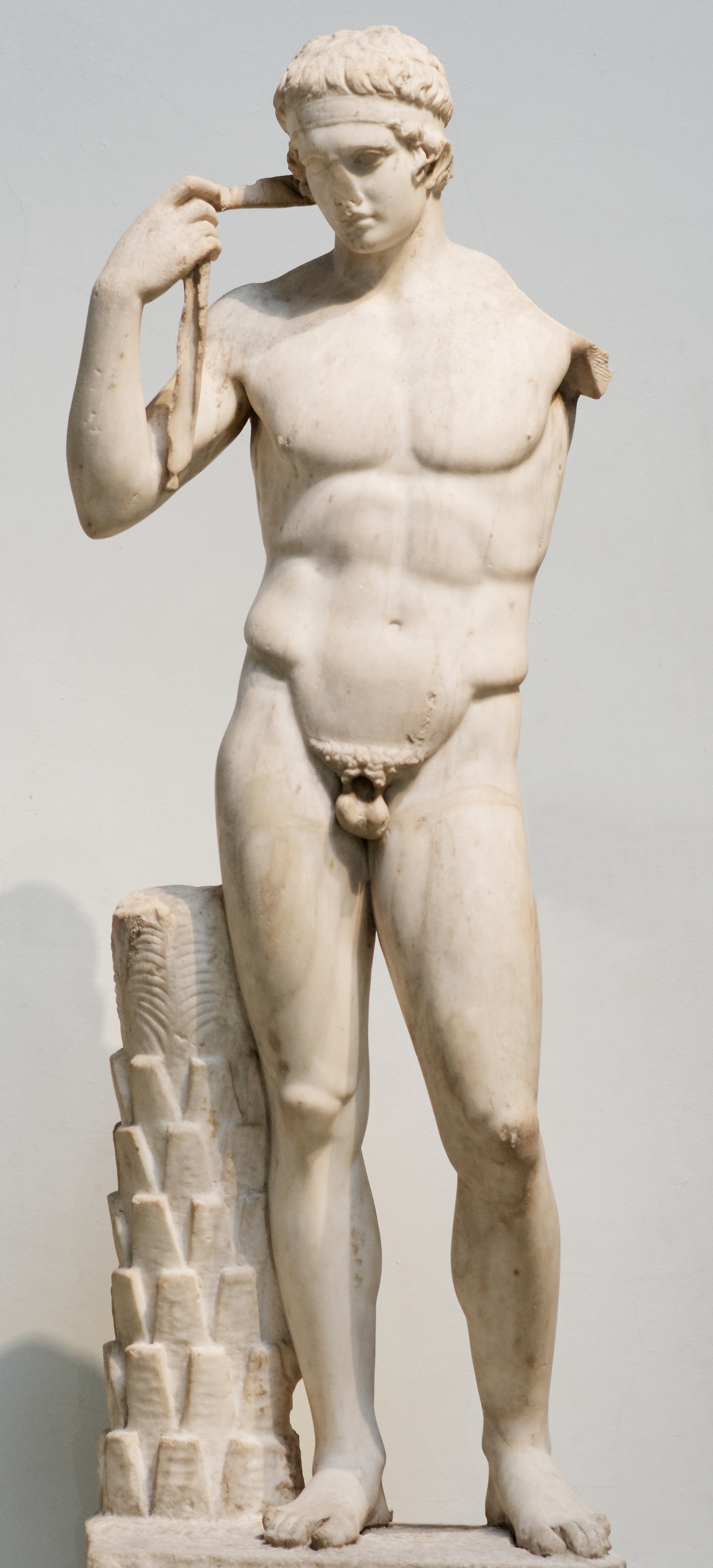
De Farnese diadeemdrager in het British Museum

De Farnese diadeemdrager of Farnese diadumenos is een Romeins marmeren beeld. De identiteit van de beeldhouwer is onbekend. Het beeld werd vervaardigd in de eerste eeuw n.Chr. en de beeldhouwer heeft zich laten inspireren door het beeld de diadeemdrager van de bekende beeldhouwer Polykleitos.

## Het beeld
Het beeld stelt waarschijnlijk een Griekse atleet voor na een atletische overwinning. De naakte atleet heft zijn armen omhoog om de overwinningsdiadeem rond zijn hoofd te binden.
Er zijn zowel gelijkenissen als toch noemenswaardige verschillen tussen de Farnese diadeemdrager en de diadeemdrager van Polykleitos, vooral in de contraposthouding. Het verschil zit hem vooral in de benen, zowel het linker- als het rechterbeen dragen het volledige gewicht.
Het beeld was vroeger in het bezit van de rijke Italiaanse adellijke familie Farnese en vandaag is het te bezichtigen in het British Museum te Londen.

## Voetnoten
1. ↑  gelijkvloers, zaal 23, inv. nr. GR 1864.10-21.4